# Marie Louisa Kühnlová
Marie Louisa (též Ludmila) Kühnlová, v matrice Marie Anna (23. června 1891 Královské Vinohrady – 14. února 1945 Praha) byla česká pedagožka, dramatická spisovatelka a překladatelka.

## Životopis
Rodiče Marie Louisy Kühnlové, kteří se vzali 18. června 1879, byli Jan Kühnl spisovatel (16. září 1849) a Marie Kühnlová-Čápová (1854) z Karlína. Měla bratra Alfreda (5. 9. 1879).
Jako její otec, tak i ona se zabývala moderní filologií a překladem. Překládala z románských jazyků, psala dramata a upravovala dramata a romány do nové podoby. Zdroj F. S. Frabša uvádí celkem 71 dramat nových či upravených. Mnohá svá díla též jako majitelka nakladatelství vydávala. Na některých dílech spolupracovala se svým otcem, např. v dramatu „Domov“. Její filmové práce: Jindra, Ó, ta děvčátka, Jako v Pygmalionu. Účastnila se práce na slovníku česko-esperantském a esperantsko-českém a na Mluvnici esperanta

## Dílo

### Drama
- Pražské kvítko: [studentská komedie o 1 jednání se zpěvy] – Praha: Knapp, 1907
- Lešetínský kovář: obraz ze života z dob českého probuzení o 3 jednáních – Praha: Marie Ludmila Kühnlová, 1912
- Dva malí tuláci: effekt. hra o 4 jednáních – dle románu Pierre Decourcelle. Praha: nákladem vlastním, [1923]
- Dobrodružství lorda Fauntleroye: hra o 3 jednáních; [dle románu Quido Maria Vyskočila] – Praha: nákladem vlastním

### Přeložila
- Důmyslný rytíř Don Quijote de la Mancha = El ingenisoso hidalgo Don Quijote de la Mancha: rytířský román – Cervantes Saavedra Miguel. Praha: I. L. Kober, 1928
- Dekameron: (výbor nejkrásnějších povídek) – Giovanni Boccaccio. Praha: I. L. Kober, 1929
- Memoiry Galantní a dobrodružné příhody – Giacomo Casanova. Praha: I. L. Kober, [1930]
- Košilaté historky. Třetí desítka – Honoré de Balzac;. Praha: I. L. Kober [1931]

### Upravila
- Domov: drama o čtyřech jednáních – napsal Hemann Suderman; přeložil Jan Kühnl. Praha: I. L. Kober, 1920
- Osudná přísaha: román – Octave Feuillet. Praha: I. L. Kober, 1925
- Záhrobní láska: [zemřelá] – Octave Feuillet. Praha: I. L. Kober, [1925]
- Physiologie ženy – Paolo Mantegazza; autorizovaný překlad K. Petříka. Praha: I. L. Kober, 1928